# PRYME COAST みなとみらい
PRYME COAST みなとみらい（プライムコーストみなとみらい）は、神奈川県横浜市西区みなとみらいにあるホテル・商業施設、および集合住宅の2棟からなる複合施設。

## 概要
みなとみらい地区59街区B区画におけるホテル・商業施設、および集合住宅の2棟からなる複合施設として2015年1月に着工し、2017年3月に竣工、同年6月に開業した。
隣接地の同街区A区画にはオーケー本社ビル（2016年8月竣工、低層部にはスーパーマーケット「オーケー」など）が建設されているが、当施設との一体開発プロジェクトである（当施設の事業者である岡田ビルとオーケー、大成建設横浜支店の3社による「オーアンドオーMM59グループ」が一体開発）。また、岡田ビルは43街区にも暫定商業施設の「PRYME GALLERY みなとみらい」（プライムギャラリーみなとみらい）を2014年4月に開業している。

## 建物構成

### ホテル・商業棟
地上21階、地下1階建てで高さは約80m。低層部は商業店舗・クリニックなど、高層部には総客室数232室のホテルが入っている。ホテルはリブランドを繰り返しており、もともとは「ホテルビスタプレミオ横浜［みなとみらい］」として2017年6月30日に開業したが4年を前にした2021年4月26日に閉館、その跡地をソラーレ ホテルズ アンド リゾーツが改装し同年12月14日に「ザ･スクエアホテル横浜みなとみらい」として再開業した。さらに同ホテルは3年半後の2025年6月30日に閉館して再改装することとなり、2026年前半には三菱HCキャピタルリアルティとヒルトンの協力により「ヒルトン・ガーデン・イン横浜みなとみらい」（日本国内2軒目、関東初進出）が開業予定である。

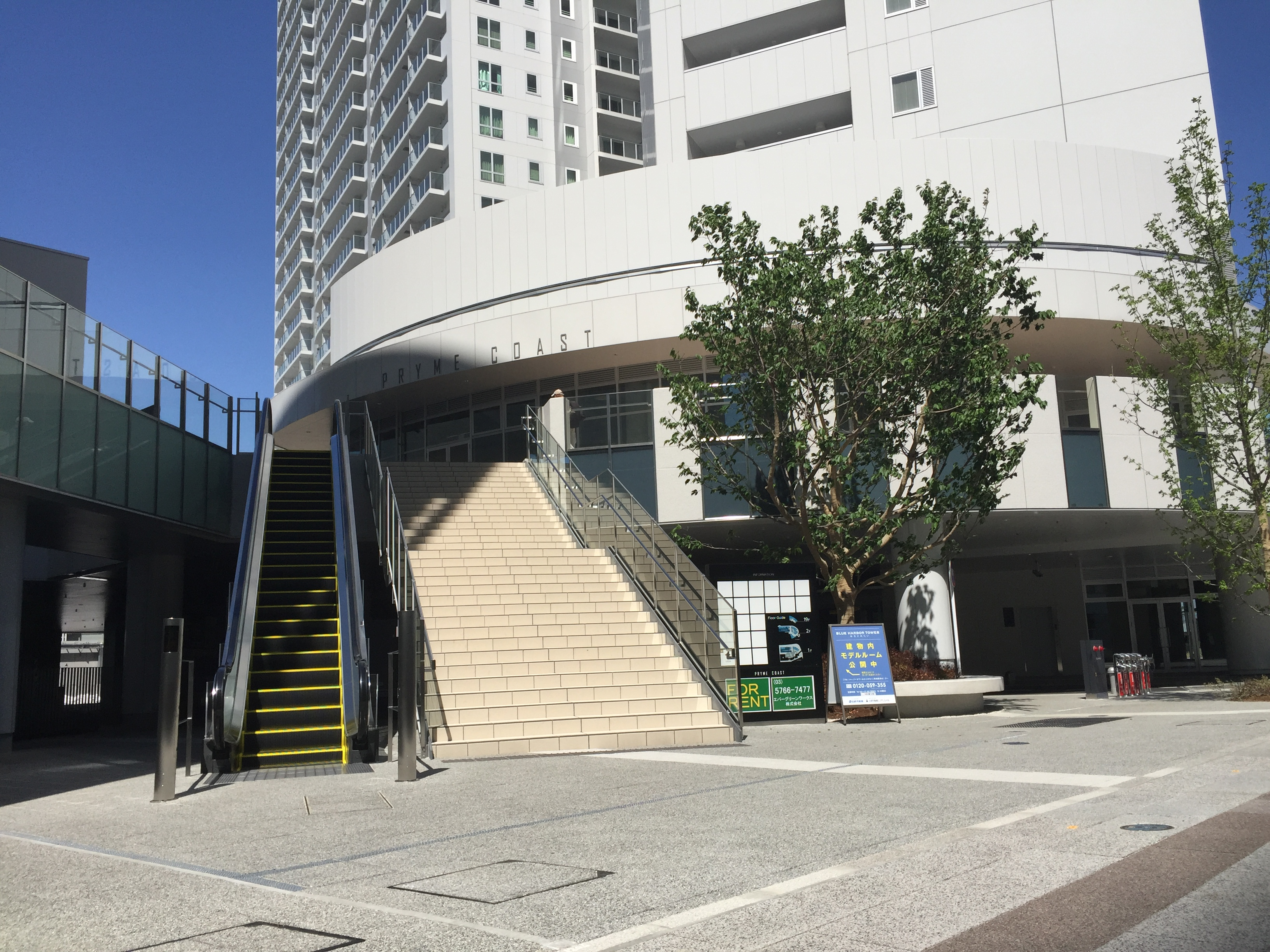
ホテル・商業棟の低層階入り口付近（2017年4月撮影）

### 住宅棟
地上27階、地下1階建てで高さは約98m。総戸数355戸の分譲・集合住宅「BLUE HARBOR TOWER みなとみらい」（ブルーハーバータワーみなとみらい / 2017年4月入居開始、売主・販売代理は近鉄不動産および三井不動産レジデンシャル）が入っている。また、低層部には保育所やクリニックなども併設されている。